# 웹 피드

일반적인 웹 피드 아이콘

웹 피드(web feed) 또는 뉴스 피드(news feed)는 사용자에게 자주 업데이트되는 콘텐츠를 제공하는 데 쓰이는 데이터 포맷이다. 콘텐츠 배포자들은 웹 피드를 중개함으로써 사용자들이 이들을 구독할 수 있게 한다. 웹 피드를 한 곳에 이용할 수 있게 모아 놓는 것을 애그리게이션이라고 하는데, 이러한 일을 수행하는 것이 바로 애그리게이터이다.
웹 피드는 수많은 뉴스 웹사이트, 블로그, 학교, 팟캐스트 사이트들을 통해 운영된다.

## 같이 보기
- RSS
- 사이버콘텐츠 중개상